# Gamergus brincki
Gamergus brincki är en insektsart som beskrevs av Synave 1958. Gamergus brincki ingår i släktet Gamergus och familjen sköldstritar. Inga underarter finns listade i Catalogue of Life.